# Chüebodenhorn
Chüebodenhorn – szczyt w Alpach Lepontyńskich, części Alp Zachodnich. Leży w Szwajcarii na granicy kantonów Valais i Ticino. Należy do podgrupy Alpy Monte Leone – Świętego Gotarda. Można go zdobyć ze schroniska Capanna Piansecco (1988 m).